# 湯姆·羅伯·史密斯
湯姆·羅伯·史密斯（英語：Tom Rob Smith；1979年2月19日—）是一位英國作家。

## 生平
史密斯在倫敦出生和長大，父親是英國人，母親是瑞典人。史密斯就讀於劍橋大學聖約翰學院，2001年他畢業後，他獲得了獲得了獎學金到意大利大學繼續他的創作研究。完成學業後，史密斯成為作家和字幕編輯員。2008年，他推出第一部小說《第44個孩子》，這本書旋即橫掃了全球17項純文學與大眾文學獎，創下驚疑小說的新人處女作即受肯定的例子。他隨即在翌年推出《第44個孩子》的二部曲《古拉格57》及於2011年推出三部曲《賓州大道935》。

## 著作
- 《第44個孩子》
- 《古拉格57》
- 《賓州大道935》
- 《the farm》

## 外部連結
- 官方网站
- "Review: Child 44 by Tom Rob Smith" （页面存档备份，存于）, The Guardian, 12 April 2008.
- "The Sunday Times crime fiction selections" （页面存档备份，存于）, The Sunday Times, 25 May 2008.
- "Child 44, by Tom Rob Smith" （页面存档备份，存于）, The Independent.
- "When a Hunter Gets Captured by the Game" （页面存档备份，存于）, Newsweek, 2 May 2008.
- From soaps to Soviet murder mystery （页面存档备份，存于）, PinkNews.co.uk, 25 March 2008.